# Аркадий (епископ Новгородский)
Епи́скоп Арка́дий (ум. 19 сентября 1165) — епископ Русской церкви, епископ Новгородский.
Святой Русской Церкви, почитается в лике святителей, память в Неделю 3-ю по Пятидесятнице в Соборе Новгородских святых.

## Биография
Биографические сведения об Аркадии до его избрания на новгородскую кафедру скудны. Из его жития, сохранившегося в списке второй половины XIV века, известно, что ещё в юности он принял пострижение в новгородском Юрьевом монастыре, где возведён в сан диакона, затем пресвитера, «и не по колице лет поставленъ бысть игуменомъ».
Вскоре, однако, «от зависти и от наважения дьяволя» Аркадий был изгнан из Юрьева монастыря. К этому времени он, очевидно, получил широкую известность в Новгороде, и прибывший в город князь Изяслав Мстиславич (брат новгородского князя Всеволода Мстиславича) поручил ему игуменство в Пантелеимоновом монастыре, находившемся по соседству с Юрьевым.
В 1153 году построил близ Новгорода Успенский монастырь, называвшийся по его имени «Аркажским» (Аркадиевым) и был до 1158 года игуменом этого монастыря.
В апреле 1156 года после кончины епископа Новгородского Нифонта был единогласно избран «во владыки» и, по древнему обычаю новгородцев, задолго до хиротонии торжественно «возведен на сени», то есть введён на жительство в архиерейский дом.
10 августа 1158 года хиротонисан во епископа.
Пользуясь своим огромным влиянием, силою своего пастырского авторитета, он неоднократно успокаивал народные волнения и примирял удельных князей, не допуская кровопролития.
Скончался 19 сентября 1165 года. Новгородцы много скорбели и плакали о кончине Аркадия и с великой честью погребли останки его в Корсунской паперти. Погребён в Софийском соборе, под Мартириевой (Корсунской) папертью. Мощи его почивали там под спудом.
Память святителя Аркадия местно празднуется 18 сентября и 10 февраля. В «Словаре историческом о святых, прославленных в Российской Церкви», день его памяти указан также 4 октября.

## Праздники
Дни памяти святителя Аркадия, архиепископа Новгородского:
- 10 (23) февраля — в Соборе Новгородских святителей, день памяти Анны Новгородской,
- 4 (17) октября — в Соборе Новгородских святителей, день памяти Владимира Ярославича,,
- во 3-ю неделю (воскресение) по Пятидесятнице — в Соборе Новгородских святых,
- 18 сентября (1 октября) — главный праздник,